# Mercedes-Benz 770
Mercedes-Benz 770, також відомий як Großer Mercedes (укр. Великий Мерседес) — розкішний і дуже великий автомобіль, який випускався німецькою компанією Mercedes-Benz з 1930 по 1943 роки. Автомобіль дуже цінували високі нацистські чини та заможні діячі. Серед власників 770 варто відзначити таких особистостей як: імператор Японії — Хірохіто, Папа Римський, президент рейха Пауль фон Гінденбург, Адольф Гітлер, Герман Герінг, Вільгельм II (останній німецький кайзер) у нідерландському вигнанні й багато ін.

## Перше покоління— W07 (1930—1938)

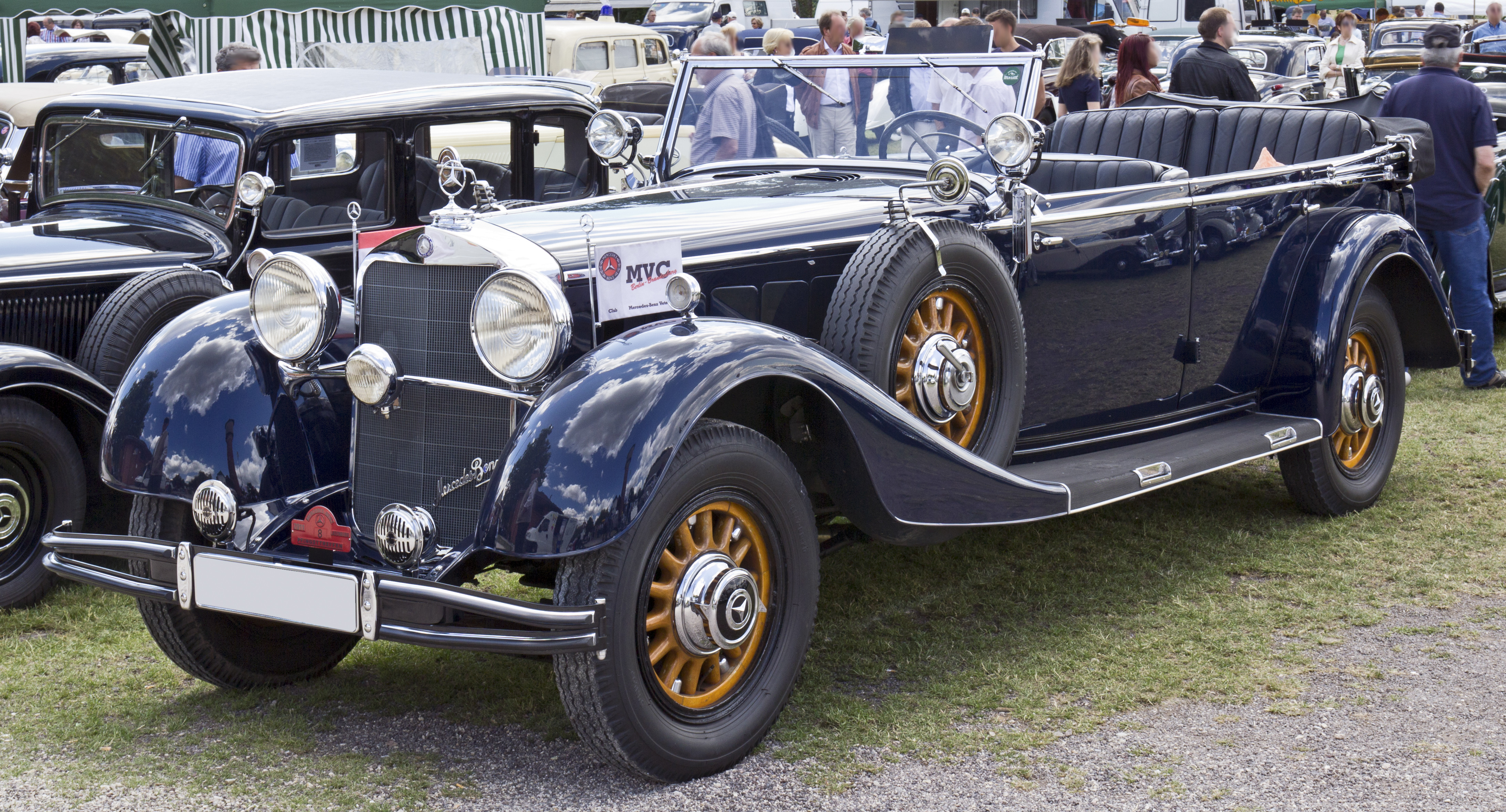
Mercedes-Benz Typ 770 Cabriolet

Mercedes-Benz 770 із кузовним індексом W07 побачив світ у 1930 році. Mercedes-Benz 770 W07 випускався з 1930 по 1938 роки, всього було виготовлено 117 автомобілів.
Версія W07 була оснащена рядним 8-ми циліндровим двигуном M07 I8 об'ємом 7655 см³, потужністю 159 к.с. (110 кВт.) і 2800 об./хв. без наддуву. З наддувом (типу Roots), потужність досягала 200 к.с. (150 кВт.) при 2800 об./хв. і максимальною швидкістю 160 км/год. Трансмісія — 4-ст. механічна КППю Підвіска — на напів-еліптичних ресорах. Розміри автомобіля залежали від типу кузова. Розмір шин — 7,00-20.

### Двигуни
- 7,665 см3 M07 I8 159 к.с. при 2800 об/хв (1930—1938)
- 7,665 см3 M07 turbo I8 200 к.с. при 2800 об/хв (1930—1938)

## Друге покоління— W150 (1938—1943)

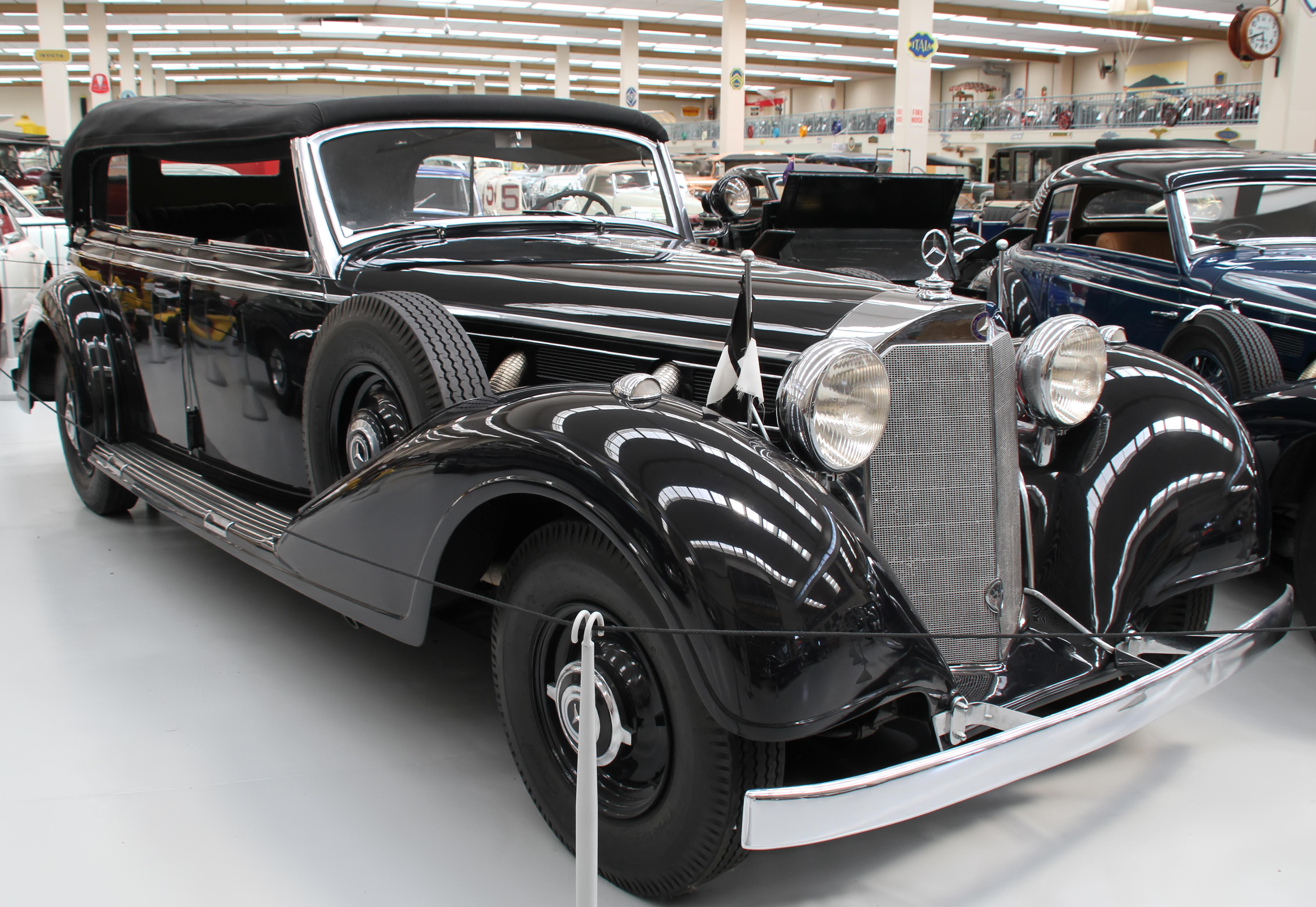
Mercedes Benz 770K

770 другого покоління з індексом W150, вийшов у 1938 році. Нове покоління виготовляли на новому шасі — трубчастому овальної форми із незалежною підвіскою на передній осі й підвіскою типу «де Діон» на задній. Колія передньої та задньої осей була однаковою — 1500 мм.
Двигун M150 I8 був такий самий, як у W07, тільки зі збільшеною потужністю до 155 к.с. при 3000 об./хв. і 230 к.с.(170 кВт.) версія із наддувом і 3200 об./хв. Трансмісія уже була 5-ст.
В 1940 році й до 1943 року випускалися також і броньовані модифікації з індексом W 150 II. Маса такого автомобіля становила 5 400 кг, а максимальна швидкість вказана виробником — 80 км год.
До завершення виробництва серії W150 у 1943 році було виготовлено 88 екземплярів.

### Двигуни
- 7,665 см3 M150 I8 155 к.с. при 3000 об/хв (1938—1944)
- 7,665 см3 M150 turbo I8 230 к.с. при 3200 об/хв (1938—1944)